# Schelten
Schelten (franska: La Scheulte) är en kommun i distriktet Jura bernois i kantonen Bern i Schweiz. Kommunen har 35 invånare (2023).
Kommunen består av 13 friliggande gårdar.
Kommunen har i motsats till de flesta kommuner i Jura bernois en tyskspråkig majoritet.